# Merionoeda eburata
Merionoeda eburata là một loài bọ cánh cứng trong họ Cerambycidae.